# Danny Krausz

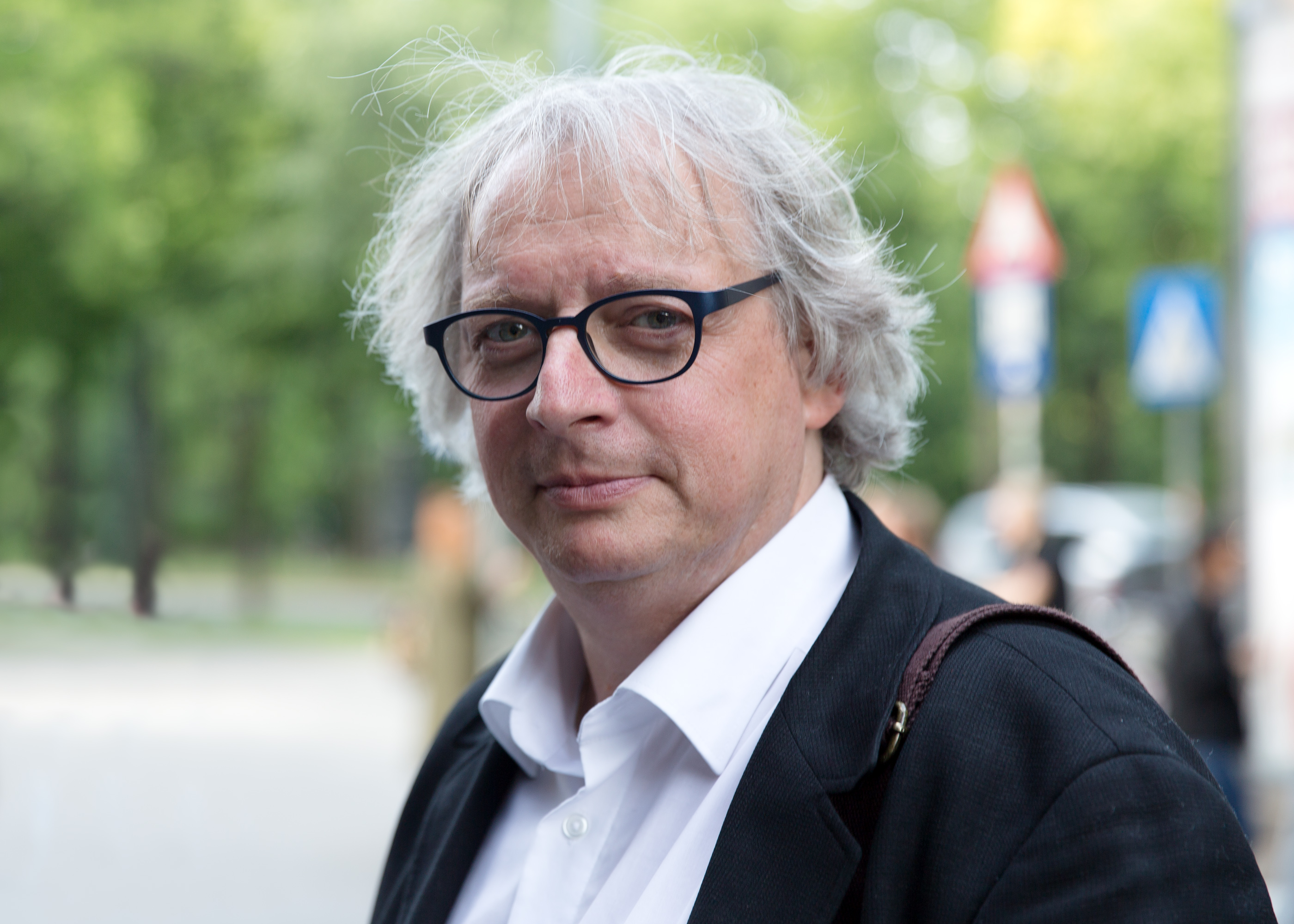
Danny Krausz (2016)

Danny Krausz (* 12. Mai 1958 in Wien) ist ein österreichischer Filmproduzent und Hochschullehrer.

## Leben
Danny Krausz gründete zusammen mit Milan Dor 1988 die Produktionsfirma Dor Film und produzierte sechs der zehn in den österreichischen Kinos erfolgreichsten Kinofilme. Er hat mit Indien von Paul Harather in den 1990ern das Genre der sogenannten „Kabarettfilme“ etabliert, die in der Regel auf bekannte Volksschauspieler der österreichischen Kabarettszene zurückgreifen. Gleichzeitig zeichnet sein Schaffen viele Literaturverfilmungen und internationale Koproduktionen aus. 1998 gründete er die DOR Film West GmbH in München. Seit 2005 ist er Obmann des Fachverbandes Film und Musik in der WKO. 2008 wurde er zum Präsidenten der Verwertungsgesellschaft VAM gewählt. Über viele Jahre hat er die internationale Produzentenfortbildung im Rahmen des Media Programms EAVE mitbestimmt, war fünf Jahre Präsident des Programms, hat selbst unterrichtet und ist heute noch Mitglied im Board.
Außerdem ist er seit 2011 Universitätsprofessor an der Filmakademie Wien der Universität für Musik und darstellende Kunst Wien im Bereich Produktion. Seit Mitte 2019 ist er Leiter des Instituts.
Im Jahr 2009 hat Danny Krausz zusammen mit anderen österreichischen Filmschaffenden die Akademie des Österreichischen Films gegründet.
Seine Tochter ist die Schauspielerin Fanny Krausz.

## Auszeichnungen

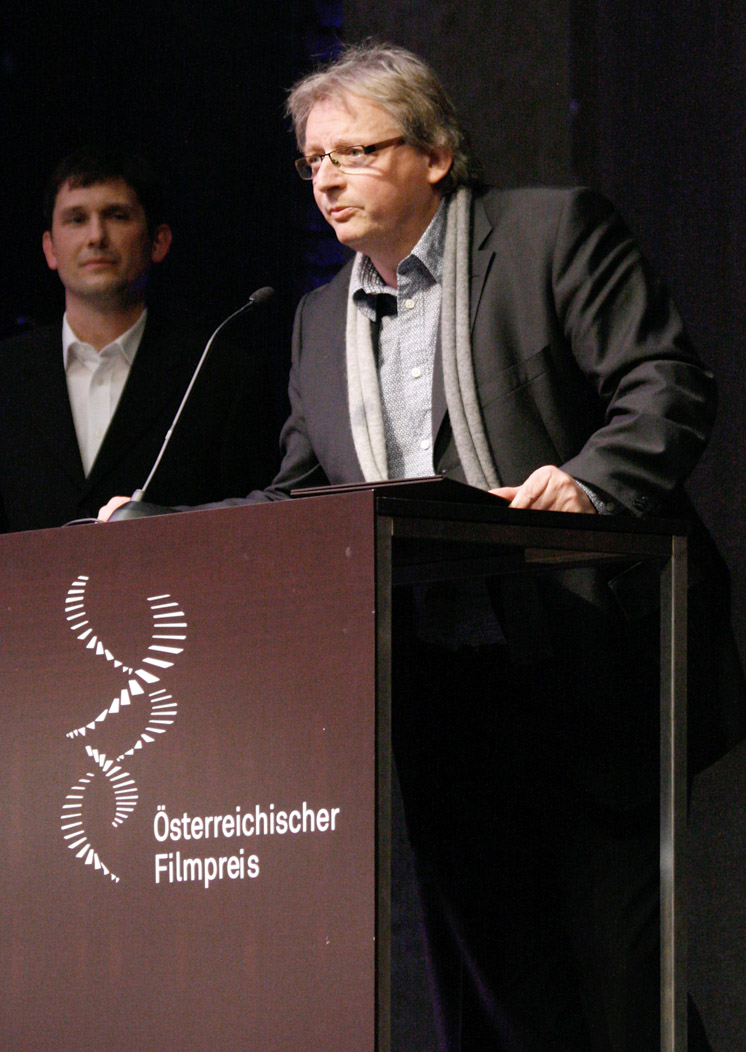
Danny Krausz beim Österreichischen Filmpreis 2011

- 1997: Bundesfilmpreis in Gold für Comedian Harmonists
- 1999: Romy als bester Produzent
- 2002, 2008 und 2010: Preis für innovatives Kino auf der Diagonale in Graz
- 2010: Silbernes Ehrenzeichen für Verdienste um das Land Wien[4]
- 2011: Österreichischer Filmpreis 2011 für Die unabsichtliche Entführung der Frau Elfriede Ott als bester Spielfilm
- 2014: Österreichischer Filmpreis 2014 für Deine Schönheit ist nichts wert als Bester Spielfilm
- 2015: Romy in der Kategorie Beste Dokumentation TV für Der taumelnde Kontinent (mit Kurt Stocker)[5]
- 2016: Tokyo Grand Prix – 29. Tokyo International Film Festiva[6]
- 2017: „Bester Spielfilm“ beim 3rd Moscow Jewish Film Festival[7]

## Filmografie (Auswahl)
- 1992: Indien
- 1994: Ich gelobe
- 1995: Schlafes Bruder
- 1996: Tempo
- 1997: Blutrausch
- 1998: Die Siebtelbauern
- 1998: Hinterholz 8
- 1997: Comedian Harmonists
- 2000: Gripsholm
- 2000: Komm, süßer Tod
- 2001: Die Männer Ihrer Majestät

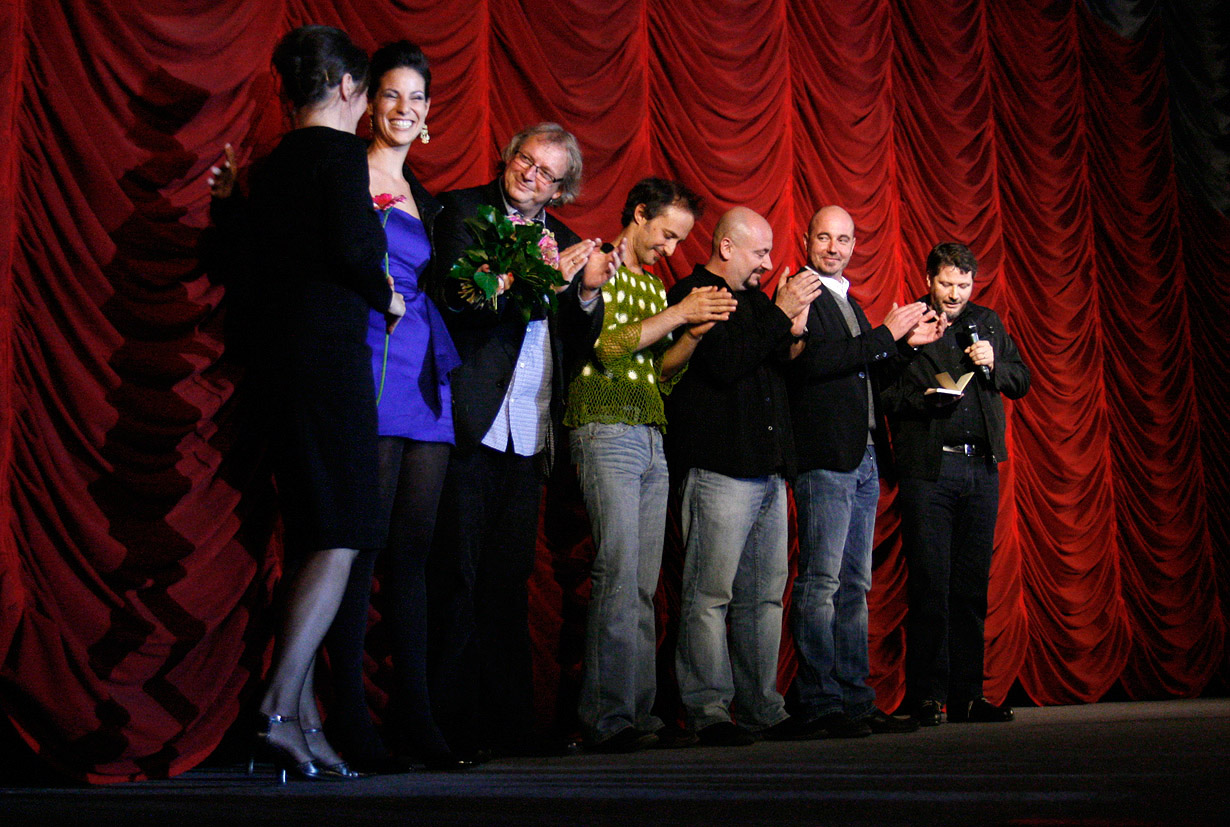
Danny Krausz (3.v.l.) bei der Premiere von Die unabsichtliche Entführung der Frau Elfriede Ott (2010)

- 2002: Im toten Winkel – Hitlers Sekretärin (Dokumentation)
- 2002: Schneemann sucht Schneefrau
- 2003: Brüder
- 2002: Brüder II
- 2004: Silentium (darin auch Cameo-Auftritt als Dirigent)
- 2005: Die Viertelliterklasse
- 2005: Brüder III – Auf dem Jakobsweg
- 2006: Lapislazuli
- 2006: Crook
- 2007: 42plus
- 2008: Nordwand
- 2009: Mein Kampf
- 2009: Hexe Lilli – Der Drache und das magische Buch
- 2009: Der Knochenmann
- 2009: Wüstenblume
- 2010: Die unabsichtliche Entführung der Frau Elfriede Ott
- 2010: Liebe und andere Delikatessen
- 2010: Poll
- 2011: Plötzlich fett!
- 2011: Wie man leben soll
- 2011: Hexe Lilli – Die Reise nach Mandolan
- 2012: Vatertag (Fernsehfilm)
- 2014: Das Attentat – Sarajevo 1914
- 2015: Das ewige Leben
- 2015: Chucks
- 2016: Vor der Morgenröte
- 2016: Hotel Rock’n’Roll
- 2016: Die Blumen von gestern
- 2016: Kästner und der kleine Dienstag
- 2017: Baumschlager
- 2017: Hexe Lilli rettet Weihnachten
- 2018: 3 Tage in Quiberon
- 2018: The Dark
- 2018: Tatort – Her mit der Marie!
- 2019: Wie ich lernte, bei mir selbst Kind zu sein
- 2019: Gipsy Queen
- 2020: Vier zauberhafte Schwestern
- 2020: Madison
- 2023: 15 Jahre
- 2024: Landkrimi – Schnee von gestern (Fernsehreihe)
- 2024: Woodwalkers
- 2025: Karli & Marie